# 適馬 10-20mm 鏡頭
適馬 10-22mm 鏡頭是一系列由適馬生產的變焦鏡頭，为标有“HSM”的镜头，表示含有超声波马达，有以下型號：
- 10-20mm F3.5 EX DC HSM
- 10-20mm F4-5.6 EX DC HSM